# Чжан Шуай
Чжан Шуай (кит.: 张帅, 21 січня 1989) — китайська тенісистка. 
Чжан Шуай грає в теніс із шести років. Свою першу перемогу в турнірі WTA-туру вона здобула 2013 року на Guangzhou International Women's Open, на який потрапила за запрошенням.  2017 року вона повторила свій успіх, здобувши другу перемогу в турнірах WTA. 
Чжан Шуай виграла свою першу гру в турнірі Великого шолома на Відкритому чемпіонаті Австралії 2016 року після 14 невдалих спроб пробитися до другого кола. Там вона сенсаційно переграла в першому колі другу сіяну Сімону Халеп із Румунії. Вона продовжила успішно грати на цьому турнірі, добравшись до чвертьфіналу.

## Фінали турнірів WTA

### Одиночний розряд: 6 (3 титули)
| Результат | В-П | Дата     | Турнір                                    | Категорія     | Поверхня   | Супротивниця      | Рахунок       |
| --------- | --- | -------- | ----------------------------------------- | ------------- | ---------- | ----------------- | ------------- |
| Перемога  | 1–0 | Вер 2013 | Guangzhou International Women's Open, КНР | International | Тверде     | Ваня Кінг         | 7–6(7–1), 6–1 |
| Перемога  | 2–0 | Вер 2017 | Guangzhou Open, КНР (2)                   | International | Тверде     | Александра Крунич | 6–2, 3–6, 6–2 |
| Поразка   | 2–1 | Січ 2020 | Hobart International, Австралія           | International | Тверде     | Олена Рибакіна    | 6–7(7–9), 3–6 |
| Поразка   | 2–2 | Чер 2021 | Nottingham Open, UK                       | WTA 250       | Трава      | Джоанна Конта     | 2–6, 1–6      |
| Перемога  | 3–2 | Бер 2022 | WTA Lyon Open, Франція                    | WTA 250       | Тверде (i) | Даяна Ястремська  | 3–6, 6–3, 6–4 |
| Поразка   | 3–3 | Чер 2022 | Birmingham Classic, UK                    | WTA 250       | Трава      | Беатріс Аддад Мая | 4–5 ret.      |

### Парний розряд: 35 (15 перемог, 20 поразок)
| Результат | В-П   | Дата     | Турнір                                                 | Tier          | Покриття   | Партнер               | Опоненти                                         | Рахунок                     |
| --------- | ----- | -------- | ------------------------------------------------------ | ------------- | ---------- | --------------------- | ------------------------------------------------ | --------------------------- |
| Перемога  | 1–0   | Жов 2011 | Japan Women's Open, Японія                             | International | Тверде     | Дате Кіміко           | Ваня Кінг Шведова Ярослава В\'ячеславівна        | 7–5, 3–6, [11–9]            |
| Поразка   | 1–1   | Лют 2012 | Monterrey Open, Мексика                                | International | Тверде     | Kimiko Дата-Krumm     | Сара Еррані Роберта Вінчі                        | 2–6, 6–7(6–8)               |
| Перемога  | 2–1   | Тра 2012 | Estoril Open, Португалія                               | International | Ґрунт      | Чжуан Цзяжун          | Шведова Ярослава В'ячеславівна Галина Воскобоєва | 4–6, 6–1, [11–9]            |
| Перемога  | 3–1   | Вер 2012 | Guangzhou International Women's Open, КНР              | International | Тверде     | Тамарін Танасугарн    | Ярміла Вулф Моніка Нікулеску                     | 2–6, 6–2, [10–8]            |
| Поразка   | 3–2   | Бер 2013 | BMW Malaysian Open, Малайзія                           | International | Тверде     | Жанетта Гусарова      | Сюко Аояма Чжан Кайчжень                         | 7–6(7–4), 6–7(4–7), [12–14] |
| Поразка   | 3–3   | Жов 2013 | Японія Women's Open, Японія                            | International | Тверде     | Саманта Стосур        | Крістіна Младенович Флавія Пеннетта              | 4–6, 3–6                    |
| Поразка   | 3–4   | Січ 2014 | Hobart International, Австралія                        | International | Тверде     | Ліза Реймонд          | Моніка Нікулеску Клара Коукалова                 | 2–6, 7–6(7–5), [8–10]       |
| Перемога  | 4–4   | Лют 2014 | Pattaya Women\'s Open, Таїланд                         | International | Тверде     | Пен Шуай              | Алла Кудрявцева Анастасія Родіонова              | 3–6, 7–6(7–5), [10–6]       |
| Поразка   | 4–5   | Чер 2017 | Birmingham Classic, UK                                 | Premier       | Трава      | Чжань Хаоцін          | Ешлі Барті Кейсі Деллаква                        | 1–6, 6–2, [8–10]            |
| Поразка   | 4–6   | Лис 2017 | WTA Elite Trophy, КНР                                  | Elite         | Тверде (i) | Лу Цзінцзін           | Дуань Їн\'їн Хань Сіньюнь                        | 2–6, 1–6                    |
| Перемога  | 5–6   | Кві 2018 | Istanbul Cup, Туреччина                                | International | Ґрунт      | Лян Чень              | Ксенія Кнолль Анна Сміт                          | 6–4, 6–4                    |
| Перемога  | 6–6   | Вер 2018 | Японія Women's Open (2)                                | International | Тверде     | Ері Ходзумі           | Като Мію Макото Ніномія                          | 6–2, 6–4                    |
| Перемога  | 7–6   | Жов 2018 | Hong Kong Tennis Open, КНР SAR                         | International | Тверде     | Саманта Стосур        | Сюко Аояма Лідія Морозова                        | 6–4, 6–4                    |
| Перемога  | 8–6   | Січ 2019 | Відкритий чемпіонат Австралії з тенісу, Австралія      | Grand Slam    | Тверде     | Саманта Стосур        | Тімеа Бабош Крістіна Младенович                  | 6–3, 6–4                    |
| Поразка   | 8–7   | Бер 2019 | Відкритий чемпіонат Маямі з тенісу, США                | Premier M     | Тверде     | Саманта Стосур        | Елісе Мертенс Аріна Соболенко                    | 6–7(5–7), 2–6               |
| Поразка   | 8–8   | Вер 2019 | Jiangxi International Women's Tennis Open, КНР         | International | Тверде     | Пен Шуай              | Ван Сіньюй Чжу Лінь                              | 2–6, 6–7(5–7)               |
| Поразка   | 8–9   | Січ 2020 | Hobart International, Австралія                        | International | Тверде     | Пен Шуай              | Саня Мірза Надія Кіченок                         | 4–6, 4–6                    |
| Перемога  | 9–9   | Сер 2021 | Мастерс Цинциннаті, US                                 | WTA 1000      | Тверде     | Саманта Стосур        | Габріела Дабровскі Луїза Стефані                 | 7–5, 6–3                    |
| Перемога  | 10–9  | Вер 2021 | Відкритий чемпіонат США з тенісу, США                  | Grand Slam    | Тверде     | Саманта Стосур        | Корі Гофф Кеті Макнеллі                          | 6–3, 3–6, 6–3               |
| Перемога  | 11–9  | Вер 2021 | Ostrava Open, Чехія                                    | WTA 500       | Тверде (i) | Саня Мірза            | Кейтлін Крістіан Ерін Рутліфф                    | 6–3, 6–2                    |
| Поразка   | 11–10 | Жов 2021 | Courmayeur Open, Італія                                | WTA 250       | Тверде (i) | Ходзумі Ері           | Ван Сіню Чжен Сайсай                             | 4–6, 6–3, [5–10]            |
| Поразка   | 11–11 | Кві 2022 | Porsche Tennis Grand Prix, Німеччина                   | WTA 500       | Ґрунт (i)  | Coco Gauff            | Дезіре Кравчик Демі Схюрс                        | 3–6, 4–6                    |
| Перемога  | 12–11 | Чер 2022 | Nottingham Open, UK                                    | WTA 250       | Трава      | Беатріс Аддад Мая     | Керолайн Долегайд Моніка Нікулеску               | 7–6(7–2), 6–3               |
| Поразка   | 12–12 | 2022     | Birmingham Classic, UK                                 | WTA 250       | Трава      | Елісе Мертенс         | Людмила Кіченок Олена Остапенко                  | walkover                    |
| Поразка   | 12–13 | Лип 2022 | Вімблдонський турнір, UK                               | Grand Slam    | Трава      | Елісе Мертенс         | Барбора Крейчикова Катержина Сінякова            | 2–6, 4–6                    |
| Перемога  | 13–13 | Лют 2023 | Abu Dhabi Open, UAE                                    | WTA 500       | Тверде     | Луїза Стефані         | Аояма Сюко Чжань Хаоцін                          | 3–6, 6–2, [10–8]            |
| Поразка   | 13–14 | Чер 2024 | Birmingham Classic, UK                                 | WTA 250       | Трава      | Като Мію              | Сє Шувей Елісе Мертенс                           | 1–6, 3–6                    |
| Поразка   | 13–15 | Вер 2024 | Відкритий чемпіонат США з тенісу, США                  | Grand Slam    | Тверде     | Крістіна Младенович   | Олена Остапенко Кіченок Людмила Вікторівна       | 4–6, 3–6                    |
| Поразка   | 13–16 | Вер 2024 | Hansol Korea Open Tennis Championships, Південна Корея | WTA 500       | Тверде     | Мію Като              | Ніколь Меліхар Людмила Самсонова                 | 1–6, 0–6                    |
| Перемога  | 14–16 | 2024     | Guangzhou International Women's Open, КНР              | WTA 250       | Тверде     | Катержина Сінякова    | Фанні Штоллар Катажина Пітер                     | 6–4, 6–1                    |
| Поразка   | 14–17 | Лют 2025 | Abu Dhabi Open, UAE                                    | WTA 500       | Тверде     | Крістіна Младенович   | Jelena Ostapenko Еллен Перес                     | 2–6, 1–6                    |
| Поразка   | 14–18 | Лют 2025 | ATX Open                                               | WTA 250       | Тверде     | Маккартні Кесслер     | Ганна Блінкова Юань Юе                           | 3–6, 6–1, [10–4]            |
| Поразка   | 14–19 | Кві 2025 | Porsche Tennis Grand Prix                              | WTA 500       | Ґрунт (i)  | Катерина Олександрова | Габріела Дабровскі Ерін Рутліфф                  | 6–3, 6–3                    |
| Перемога  | 15–19 | Лип 2025 | Washington Open, Сполучені Штати Америки               | WTA 500       | Тверде     | Тейлор Таунсенд       | Керолайн Долегайд Софія Кенін                    | 6–1, 6–1                    |
| Поразка   | 15–20 | Лип 2025 | Мастерс Канада, Канада                                 | WTA 1000      | Тверде     | Тейлор Таунсенд       | Коко Гофф Маккартні Кесслер                      | 6–4, 1–6, [13–11]           |